# Илион (роман)
Вижте пояснителната страница за други значения на Илион.
Илион (на английски: Ilium) е научнофантастичен роман от Дан Симънс, първата част от цикъла Илион/Олимп, отнасящ се до възстановяването на събития от Илиада на Марс. Тези събития са ръководени от същества които са взели ролите на гръцките богове. Също като в по-ранните творби на Симънс, като Хиперион, романът е „литературна научна-фантаскика“. Илион получава наградата Локус за най-добър научнофантастичен роман за 2003.

## Интродукция
В романа се разглеждат три истории; тази на схоластика Томас Хокънбери, Елена Троянска и гръцките и троянските герои от Илиада; Деймън, Харман, Ада и други хора от Земята; и моравеките, или по-точно европецът Манмънт и Орфу от Йо. Романът е написан в първо лице, сегашно време когато действието се развива с личността на Хокънбери, но с трето лице, минало време в другите случаи. Трите истории се развиват успоредно една на друга през целия роман и не започват да се припокриват до края.